# ینکت (مسقط)
ینکت (به عربی: ینکت) یک منطقهٔ مسکونی در عمان است که در استان مسقط واقع شده‌است.